# Calamonastes fasciolatus
Calamonastes fasciolatus là một loài chim trong họ Cisticolidae.